# 清光院 (瑞浪市)
清光院（せいこういん）は、岐阜県瑞浪市一色町にある高野山真言宗の寺院。山号は旭曜山。

## 歴史
寺伝によると、至徳2年（1385年）に快通が草庵を創建したを端緒とする。
天正3年(1575年)、武田勝頼が東濃へ侵攻した時に焼討されて焼失した。
寛文年間（1661-1673年）・延宝年間（1673-1681年）に快全によって再興されたものの、
天和3年（1683年）に再び焼失したが、快全がこの年に再々興して中興の祖となった。
以後、真言宗の寺として南波氏および村民の信仰を受けた。
文政10年(1827年)以降は無住の荒廃寺となった。
幕末に清水悦道が、諸国行脚の途中でこの地に来た時に信徒に頼まれて十七世住持となり寺の興隆に務めた。
当時は独立した本堂が無く、庫裏の一室に本尊を安置している状態であったので、隣村にあった廃寺の古堂を購入して現在地に移築した。
十八世の快淨は清水悦道の意思を受け継ぎ本堂の改築を発願したが実現することができなかった。
昭和4年(1929年)2月、十九世の快導が、全額私財を充てて本堂を起工して5月に落成し今日に至っている。

### 寺宝
大聖不動明王像・脇童子像・弘法大師像・弁財天像・歓喜天像・金剛界曼荼羅(仏画)・同十二天・宝永元年(1704年)の賽銭箱

## 一色稲荷神社
瑞浪市寺河戸町185-1にある稲荷神社である。
【祭神】宇迦之御魂命 【例祭日】10月第2日曜日
宇迦之御魂命は、素盞鳴尊の御子で、五穀の豊穣を護る神である。
応永年間この地に旭曜山 清光院が建立されると、守護神として稲荷大明神を勧請した。
天正3年(1575年)に、武田勝頼の東濃侵攻の兵災によって焼失した。
元禄10年3月（1697年）に再興された。
現在の本殿は明治5年（1872年）に再建されたもので、拝殿は大正12年（1922年）改築し今日に至る。
一色稲荷神社は、清光院の南西に位置しており、昔から深いつながりがあったことは容易に想像できるが、棟札を見るとその通りであったことがわかる。
一番古い棟札には、「奉上葺稲荷社頭　元禄十七年甲申二月吉祥　遷宮清光院辨海」と記されており、清光院の辨海という僧が祭事を行っていたことが分かる。
以後、江戸時代は勿論、明治22年（1889年）の拝殿再建の棟札までの総てに清光院の名が残っており、
明治26年（1893年）に、鳥居の修繕を記したものに初めて祠官の名が出てくるので、創建以来、明治時代の中期まで、清光院が別当寺として祭事に関与していたと考えられる。
境内には末社として秋葉社・津島社が祀られ、石造物としては、文化9年（1812年）建立の神前型燈籠等がある。

## 関連リンク
- 【第二十番】　旭曜山　清光院　瑞浪市観光協会
- 稲荷神社　岐阜県神社庁